# 山东省人民代表大会
山东省人民代表大会是中华人民共和国山东省的地方国家权力机关。其常设机构为山东省人民代表大会常务委员会。

## 历史沿革
山东省各界人民代表会议
1950年3月8日至16日，山东省各界人民代表会议第一次会议在济南市召开，此次会议代行人民代表大会的职权。会议讨论通过了《山东省各界人民代表会议暂行组织条例》和《山东省人民政府暂行组织条例(草案)》。
山东省人民代表大会
1953年1月，中央人民政府委员会作出《关于召开全国人民代表大会及地方各级人民代表大会的决议》，要求各地召开由人民普选产生的各级人民代表大会。1954年8月17日至26日，山东省第一届人民代表大会第一次会议在济南市珍珠泉礼堂召开，选出了出席全国人民代表大会的代表。标志着人民代表大会在山东省的正式确立。
山东省革命委员会
1966年文化大革命开始后，山东省人民代表大会制度遭受破坏。1967年2月3日，山东省无产阶级革命派大联合革命委员会（23日改称山东省革命委员会）正式成立，全面领导全省工作。
山东省人民代表大会
1976年文化大革命结束后，中共中央召开各省、自治区、直辖市组织部部长和统战部部长会议，其中确定将革命委員會作为一届人民代表大会计算。1977年12月9日至14日，山东省第五届人民代表大会第一次会议在济南市召开。会议作出了《关于省革命委员会工作报告的决议》，标志着山东省人民代表大会的恢复。

## 组织机构

### 主席团
山东省人民代表大会举行会议的时候，选举主席团主持会议。主席团第一次会议推选主席团常务主席若干人，推选主席团成员若干人分别担任每次大会全体会议的执行主席。

### 专门委员会
专门委员会是山东省人民代表大会设立的专门工作机构。在大会闭会期间，受山东省人大常委会领导。专门委员会对省人大及其常委会负责并报告工作。
山东省第十三届人民代表大会设有以下专门委员会：
- 法制委员会
- 财政经济委员会
- 监察和司法委员会
- 教育科学文化卫生委员会
- 城乡建设与环境资源保护委员会
- 农业与农村委员会
- 民族侨务外事委员会
- 社会建设委员会

### 常务委员会
山东省人民代表大会常务委员会（简称山东省人大常委会）是省人民代表大会的常设机关，对省人民代表大会负责并报告工作。

### 代表团
山东省人民代表大会代表按照设区的市和驻省人民解放军、武警部队组成代表团。
参加山东省人民代表大会的有以下代表团：
- 济南市代表团
- 青岛市代表团
- 淄博市代表团
- 枣庄市代表团
- 东营市代表团
- 烟台市代表团
- 潍坊市代表团
- 济宁市代表团
- 泰安市代表团
- 威海市代表团
- 日照市代表团
- 临沂市代表团
- 德州市代表团
- 聊城市代表团
- 滨州市代表团
- 菏泽市代表团
- 解放军代表团